# ديف زيلر
ديف زيلر (8 يونيو 1939 في الولايات المتحدة - 3 سبتمبر 2020) (بالإنجليزية: Dave Zeller)‏ هو لاعب كرة سلة أمريكي في مركز هجوم خلفي. لعب مع سينسناتي رويالز ‏.

## وصلات خارجية
- ديف زيلر على موقع إن بي أي (الإنجليزية)
- ديف زيلر على موقع سبورتس رفرنس (الإنجليزية)
- ديف زيلر على موقع كلية كرة السلة في سبورتس رفرنس.كوم (الإنجليزية)
- ديف زيلر على موقع ريلجم (الإنجليزية)
- ديف زيلر على موقع بروبوليرز (الإنجليزية)